# Villys jul
Villys jul er en radiojulekalender der blev sendt på P3 i 2003 og handler om nissen Villy på 12 år. Villy får altid grød med i madpakken, hans far arbejder på julemandens værksted, og hele december det år kunne man følge Villys kamp mod julemandens onde lillebror, Flemming.
Julekalenderen er også udkommet på cd. Den indeholder 12 numre, hvor blandt andet Simon Kvamm, Tue West, Per Vers og Maya Albana medvirker.